# Juan Gómez de Trasmonte
Juan Gómez de Trasmonte (Villa de los Santos, Extremadura, España, c 1595-Ciudad de México, Nueva España, c 1647) fue un arquitecto español que desarrolló la mayor parte de su trabajo en la catedral de México, de la que fue maestro mayor desde 1635.

## Biografía
Intervino también en la construcción de la catedral de Puebla, en la Iglesia de San Lorenzo, en el Palacio Virreinal y en distintas obras hidráulicas de la capital mexicana, para las que trazó un plano y una vista de la ciudad que contiene un interesante texto, tal como se encuentra recogido en la copia conservada en Florencia: Tiene esta ciudad hasta 10 000 vezinos y de arrabales que son casas de Indios hasta nueve mil y estas la mayor parte están hoy anegadas, como todo se significa en esta Planta que está sacada con puntualidad y cuydado. Anno 1628. En la copia existente en el Vaticano, con texto en holandés, se indica que los
indios son pobres y que la mayoría de ellos se ahogó.
Su estilo arquitectónico ha sido calificado de manierismo clasicista, y se enmarca entre la tradición herreriana y los inicios del barroco.
No hay coincidencia en las fuentes sobre su lugar de nacimiento, pudiendo ser Castilla o Portugal, en un periodo en que ambas pertenecían a España.
En 1616 la Inquisición recoge un procedimiento contra un excéntrico personaje (hombre alocado... por los muchos disparates que dice) que dormía en la obra de la catedral, denunciado por Gómez de Trasmonte y otros canteros que trabajan en ella.